# Macon (Mississippi)
Macon é uma cidade localizada no estado americano de Mississippi, no Condado de Noxubee.

## Demografia
Segundo o censo americano de 2000, a sua população era de 2461 habitantes.
Em 2006, foi estimada uma população de 2816, um aumento de 355 (14.4%).

## Geografia
De acordo com o United States Census Bureau tem uma área de
3,9 km², dos quais 3,9 km² cobertos por terra e 0,0 km² cobertos por água. Macon localiza-se a aproximadamente 60 m acima do nível do mar.

## Localidades na vizinhança
O diagrama seguinte representa as localidades num raio de 32 km ao redor de Macon.